# Jorge Higuaín
Pour les articles homonymes, voir Higuaín.
Jorge Nicolás Higuaín dit El Pipa (né le 8 juin 1957 à Buenos Aires) est un ancien footballeur argentin et naturalisé français qui évoluait au poste de défenseur central.

## Biographie
Il a joué pour Boca Juniors, le CA River Plate, San Lorenzo et le Brest Armorique, maintenant Stade brestois 29, qui évoluait à l'époque, en première division, actuelle Ligue 1. 
Il est le père de Federico et Gonzalo Higuaín, tous deux joueurs de l'Inter Miami. Il est titulaire d'un passeport français, tout comme son fils Gonzalo, né à Brest.